# 渋川総合病院
渋川総合病院（しぶかわそうごうびょういん）は、群馬県渋川市にあった医療機関。

## 概要
渋川市病院事業の設置等に関する条例（平成18年2月20日条例第238号）により設置された渋川市立の病院である。一部事務組合である渋川地区医療事務組合が旧国立渋川病院の移譲を受けて2003年3月1日に開設した。のちに一部事務組合を構成する1市1町4村の新設合併により新たに渋川市が発足したことで、組合から市に運営が移管された。渋川保健医療圏（渋川市・榛東村・吉岡町）の災害拠点病院に指定されている。
国立病院機構西群馬病院と統合し、2016年（平成28年）3月26日に国立病院機構渋川医療センターが開院し、4月1日から外来診療を開始した。
2017年（平成29年）4月1日に建物を活用して整備した複合施設「渋川すこやかプラザ」が開館し、渋川市子育て支援総合センターと群馬パース大学福祉専門学校が入居
した。

## 沿革
- 2003年（平成15年）3月1日 - 国立渋川病院の譲渡を受け、渋川地区医療事務組合により開院。
- 2006年（平成18年）2月20日 - 開設者が渋川市となる。
- 2016年（平成28年）3月26日[2] - 国立病院機構西群馬病院と統合し[1]、国立病院機構渋川医療センターが開院[2]
- 2017年（平成29年）4月1日 - 建物を活用して整備した複合施設「渋川すこやかプラザ」が開館[3]

## 診療科
- 内科
- 小児科
- 外科
- 整形外科
- 脳神経外科
- 産婦人科（産科は休診中）
- 眼科
- 耳鼻咽喉科
- リハビリテーション科
- 放射線科
- 麻酔科
- 専門外来
  - 禁煙外来
  - セカンドオピニオン外来
  - 乳腺・甲状腺外来
  - 痛みの外来（慢性疼痛）
  - 肝臓外来
  - 下肢静脈瘤外来

## 医療機関の指定等
- 保険医療機関
- 労災保険指定医療機関
- 生活保護法指定医療機関
- 原子爆弾被害者医療指定医療機関
- 第二種感染症指定医療機関
- 母体保護法指定医の配置されている医療機関
- 災害拠点病院

## 近隣の施設
- 関東電化工業渋川工場

## 交通アクセス
- JR東日本上越線・吾妻線渋川駅下車、徒歩5分。
- 渋川駅よりバスで渋川総合病院下車。